# The Witch Woman
The Witch Woman è un film muto del 1918 diretto da Travers Vale.

## Trama
Marie Beaupre, un'innocente pastorella di un villaggio alsaziano, viene sedotta da uno straniero, Louis La Farge. Dopo la partenza dell'uomo, gli abitanti scacciano la ragazza che, sola tra le montagne, finisce per impazzire. Tutti ormai la chiamano "la strega"; un giorno, durante una battuta di caccia, il dottor Cochefort e il suo amico Delaunay si imbattono nella giovane. Cochefort, che è un ipnotista, decide di curarla e i due uomini la portano con loro a Parigi, dove Marie guarisce. Delauney, inoltre, la nomina sua erede. Il tutore la presenta a Maurice La Farge, il fratello gemello del suo seduttore. Lei, scambiandolo per Louis, flirta con lui, ma, intanto, pensa a come vendicarsi. Facendosi corteggiare provoca, però, la gelosia di Andrea Montignac, che supplica Marie di lasciarlo, convinta pure lei che quello sia Louis, il suo amante. A un ballo mascherato, Marie annuncia che Andrea e Louis sono fidanzati. Il vero Louis si diverte e prende Marie. Andrea, allora, gli spara. Quando giunge anche Maurice, le due donne si rendono conto dell'equivoco in cui sono entrambe cadute. Andrea, ormai distrutta per aver ucciso il suo amante, si suicida. Tra Maurice e Marie si giunge a un chiarimento e, dopo averla perdonata, Maurice le offre tutto il suo amore.

## Produzione
Il film fu prodotto dalla World Film.

## Distribuzione
Il copyright del film, richiesto dalla World Film Corp., fu registrato il 3 marzo 1918 con il numero LU12172.
Distribuito dalla World Film, il film uscì nelle sale cinematografiche statunitensi l'8 aprile 1918.
Copia incompleta della pellicola (primo e quarto rullo su cinque) si trova conservata negli archivi della Library of Congress di Washington.